# La Dépêche de Louviers
La Dépêche de Louviers est un journal hebdomadaire encore en activité qui fut fondé à Évreux en 1899 par Armand Mandle (maire de ladite ville). Son orientation politique est radical-socialiste (centre-gauche). L'ancien maire de Louviers, Franck Martin, y a travaillé dans les années 1980. 